# ايبريل آونيل
ايبريل آونيل (بالإنجليزية: April O'Neil)‏، شخصية أمريكية خيالية، تنتمي للجذور الإيرلندية، تعمل مذيعة لقناة السادسة الافتراضية في مدينة نيويورك، وتقدم أغلب التقارير الخبرية حول الجرائم المالية والعصابات في الشوارع، قابلت أعضاء سلاحف النينجا لأول مرة، ومن ثم أصبحت من ضمن أصدقاء سلاحف النينجا.

## وصلات خارجية
- ايبريل آونيل على موقع ميوزك برينز (الإنجليزية)

- April's profile on Official TMNT website